# Abraham Pettersson

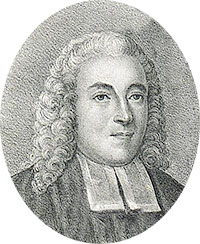
Abraham Pettersson.

Abraham Pettersson, född den 17 mars 1724 i Göteborg, död den 23 maj 1763 i Stockholm, var en svensk predikant, farfar till Abraham Zacharias Pettersson.

## Biografi
Pettersson studerade vid Lunds universitet och Uppsala universitet och blev hovpredikant, teologie doktor samt 1752 kyrkoherde i Riddarholmen och Bromma. Han var hovpredikant hos Fredrik I år 1747. 
Doktor Abraham blev känd över hela landet som en av sin tids mest framstående predikanter. Han var kanske den vältaligaste av 1700-talets predikanter före Lehnberg. Han utgav bland annat Nattvardsförhör (1759; 6:e upplagan 1852). Hans postilla gavs ut av Johan Christopher Stricker (1764-68; flera upplagor). Han var endast 28 år gammal när han 1752 blev kyrkoherde i Riddarholmen och Bromma. Doktor Abraham Pettersson var den förste som ordnade skolväsendet i Bromma. År 1755 startades ordnad skolundervisning i Bromma socken på initiativ av den driftige kyrkoherden. Kyrkoherden blev känd över hela landet som en av sin tids mest framstående predikanter. Pettersson ivrade för församlingens sedlighet och nykterhet.
Abraham Pettersson var gift med Ulrika Elisabeth von Hauswolf. Han var farfar till den kände teologie och filosofie doktorn Abraham Zacharias Pettersson (1792–1857), som var en framstående talare och predikant. Abraham Zacharias Pettersson var kyrkoherde i Jakobs och Johannes församlingar i Stockholm och pastor primarius och kyrkoherde i Storkyrkoförsamlingen 1843. Han var född 17 november 1792 i Karlshamn och död 16 augusti 1857 vid Drottningholm.
Doktor Abrahams Väg i stadsdelen Bromma Kyrka fick 1924 sitt namn efter Dr Abraham Pettersson. Vägen har fått sitt namn efter kategorin "kyrkan och dess tjänare".